# بابا فولاد حلوایی
بابا فولاد حلوایی پسر استاد شجاع (متوفی ۹۵۹ ه‍.ق) یکی از عرفای صوفیه است که عده‌ای معتقدند تختگاه او در این زمین بوده‌است و به این جهت ابتدا به منطقه کوچکی که آرامگاه بابافولاد بود «تختگاه بابا فولاد» گفته می‌شد و از نیمه دوم قرن یازدهم هجری نام «تخت فولاد» به جای مزار بابا رکن‌الدین شایع شد و رواج یافت. او ظاهراً از جوانمردان روزگار خویش بوده و عوام تخت فولاد وی را از اولیا می‌شناسند و از او کرامت‌ها حکایت می‌کنند. سنگ گور وی هم‌اکنون در صحن مرکز تلفن تخت فولاد موجود است.